# Cantón de Lourdes-Este
El cantón de Lourdes-Este era una división administrativa francesa, que estaba situada en el departamento de Altos Pirineos y la región de Mediodía-Pirineos.

## Composición
El cantón estaba formado por veintiséis comunas, más una fracción de la comuna que le da su nombre:
- Arcizac-ez-Angles
- Arrayou-Lahitte
- Arrodets-ez-Angles
- Artigues
- Berbérust-Lias
- Bourréac
- Cheust
- Escoubès-Pouts
- Gazost
- Ger
- Geu
- Germs-sur-l'Oussouet
- Gez-ez-Angles
- Jarret
- Julos
- Juncalas
- Les Angles
- Lézignan
- Lourdes (fracción)
- Lugagnan
- Ossun-ez-Angles
- Ourdis-Cotdoussan
- Ourdon
- Ousté
- Paréac
- Saint-Créac
- Sère-Lanso

## Supresión del cantón de Lourdes-Este
En aplicación del Decreto n.º 2014-242 de 25 de febrero de 2014, el cantón de Lourdes-Este fue suprimido el 22 de marzo de 2015 y sus 27 comunas pasaron a formar parte del nuevo cantón de Lourdes-2.